# Nederlandse Dagblad Unie
De Nederlandse Dagblad Unie (NDU) was een uitgeverij die ontstond in 1964 en in 1995 werd overgenomen door PCM.
De aanleiding tot de vorming van de Nederlandse Dagblad Unie was de fusie van de Nieuwe Rotterdamse Courant met het Algemeen Handelsblad.
In de jaren daarna deed de NDU meerdere acquisities zoals de Drentse en Asser Courant en de Emmer Courant. In 1979 werd het Brabants Dagblad overgenomen. Verder fuseerde de NDU in dat jaar met Elsevier Weekblad.
In 1994 werd de NDU ten slotte eigenaar van het Rotterdams Dagblad. In 1995 zette eigenaar Reed Elsevier de krantenuitgeverij te koop en nam PCM Uitgevers de NDU over.